# Meteoroid Technology Satellite
Meteoroid Technology Satellite ou MTS A ou Explorer 46 est un satellite scientifique développé par le Centre de recherche Langley, établissement de la NASA, avec pour objectif de tester une méthode protection contre les micrométéoroïdes, le bouclier Whipple, et de mesurer la quantité de météoroïdes en orbite basse et de mesurer leur vitesse et leur distribution. 

## Contexte
L'astronome américain Fred Whipple avait suggéré de protéger avec un nouveau type de bouclier les engins spatiaux contre les impacts de micrométéoroïdes  et des débris orbitaux dont les vitesses varient généralement entre 3  et   18 kilomètres par seconde. Contrairement au blindage monolithique, le bouclier Whipple se compose d'une plaque relativement mince côté extérieur placée à une certaine distance de la paroi de l'engin spatial. La première paroi fragmente la particule incidente et disperse les fragments sur une plus grande surface lorsqu'elle vient frapper la paroi interne, réduisant ainsi les dégâts. Cela améliore la protection pour une masse donnée de blindage (la masse est critique pour un engin spatial), mais en contrepartie augmente l'épaisseur générale (paroi interne, vide intermédiaire, paroi externe) de la paroi, ce qui peut poser problème pour les satellites car la place de la coiffe du lanceur est limitée.
À l'époque de la conception d'Explorer 46, le concept de Whipple avait été vérifié en laboratoire mais à des vitesses d'impact inférieures à la vitesse moyenne des micrométéoroïdes faute de pouvoir atteindre celle-ci avec les techniques de l'époque. Il n'était pas évident d'extrapoler les résultats obtenus en laboratoire à des vitesses supérieures faute de disposer d'une bonne modélisation des processus résultant de l'impact et de la fragmentation de la paroi externe. Sans attendre les résultats en orbite de tests, le bouclier Whipple avait été mis en œuvre pour la conception de la station spatiale Skylab dans le but de faire passer la probabilité de perforation de la coque principale au cours d'une mission de 5% à 0,01 %. Le principe avait également été utilisé pour protéger l'enceinte pressurisée contenant la caméra des cinq sondes spatiales Lunar Orbiter. Mais les résultats obtenus (la survie de ces engins spatiaux) ne permettaient pas d'en déduire une statistique valide de l'efficacité du dispositif. 
Explorer 46 est la première mission dont l'objectif est de mesurer l'efficacité du bouclier Whipple. C'est l'objectif primaire de la mission. Les objectifs secondaires comprennent l'évaluation de la population des très petits micrométéoroïdes (masse < 10-18 kg) ainsi que la mesure de la vitesse des météoroïdes. Explorer 46 est le troisième satellite consacré à l'étude des météoroïdes après  Explorer 16 et Explorer 23.

## Caractéristiques techniques

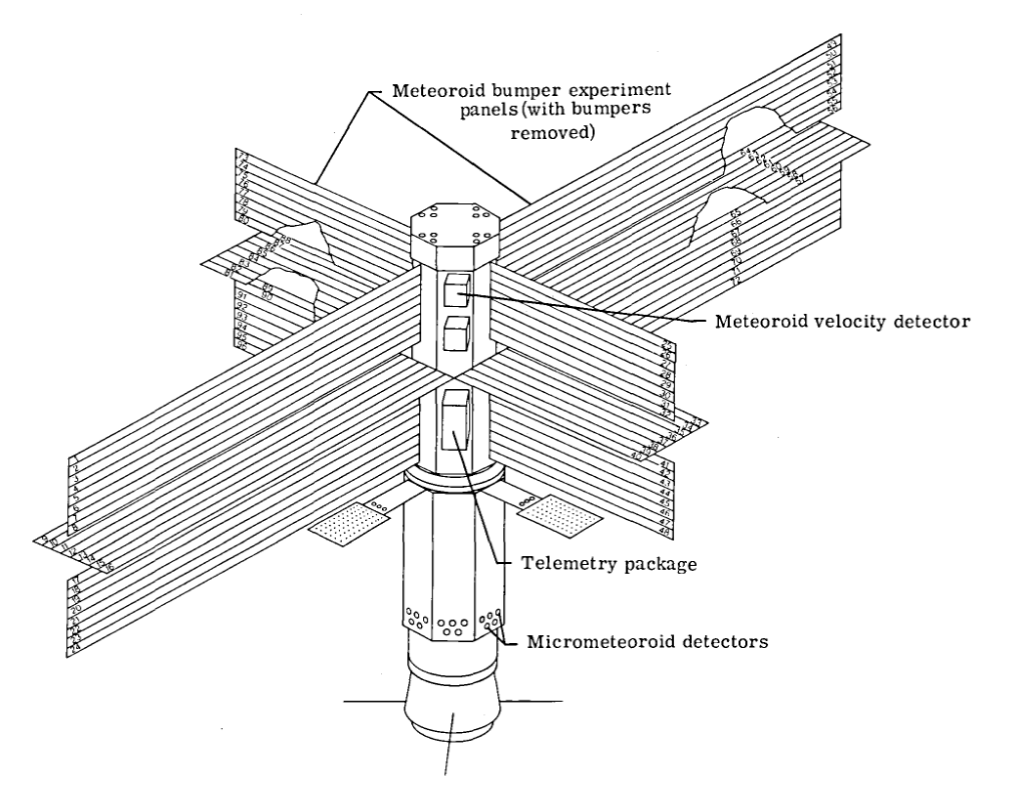
Schéma d'Explorer 46.

Explorer 46 est composé d'une structure centrale cylindrique longue de 3,20 mètres à laquelle sont fixées 4 ailes abritant l'expérience principale et formant comme des ailes de moulin longues de 7 mètres de bout en bout. Sur la structure centrale sont fixés les instruments secondaires. 12 instruments de mesure de vitesse répartis sur l'ensemble de l'engin spatial et 64 détecteurs permettant d'évaluer la population des très petits météoroïdes. Le satellite est stabilisé par rotation. 
L'expérience principale, le test de l'efficacité du bouclier Whipple, est réalisée à l'aide de 96 cellules individuelles réparties sur les quatre ailes et pressurisées avec du gaz dont la perforation par des micro-météoroïdes est détectée par la baisse de pression. Chacune des quatre ailes est composée de trois panneaux qui vus depuis leur extrémité forment une croix. Chaque panneau contient 8 cellules étanches formées en soudant ensemble deux feuilles d'acier sans étain de 50 micromètres d'épaisseur. Chaque cellule court tout au long de l'aile formant une structure longue et étroite. Une paroi externe de 25 micromètres d'épaisseur recouvre à une distance de 13 mm de la paroi de chaque cellule et doit jouer le rôle de bouclier. Au bout de chaque cellule une canalisation permet d'injecter le gaz qui peut ainsi remplir la cellule. Au lancement les panneaux sont enroulés autour du corps du satellite comme des rideaux métalliques. Une fois le satellite injecté en orbite, les ailes sont déployées à l'aide de perches mobiles qui par ailleurs fournissent la tension nécessaire pour maintenir la distance de 13 mm entre la paroi principale et la paroi externe. Les cellules sont remplies d'hélium avec une pression initiale de 9,6 x 10104 pascals. Chaque cellule comporte un détecteur qui permet de savoir si la pression est supérieure ou inférieure à 4,8 x 10104 pascals. Une pression inférieure est interprétée comme l'indication que la cellule a été perforée.       

## Déroulement de la mission
MTS-A est placé en orbite le 13 aout 1972 par un lanceur léger Scout-D1 qui décolle de Wallops Island. L'engin spatial est placé sur une orbite basse de 490 x 815 km avec une inclinaison orbitale de 37,7°. Il est stabilisé par rotation autour de son axe principal. Mais le déploiement en orbite des ailes est un échec partiel : deux des ailes ne sont que partiellement étendues (1,6 m au lieu de 3,2 m). La configuration résultante entraine un déséquilibre qui modifie le mouvement de rotation du satellite autour de son axe principal. En conséquence le système de télémesure principal et sa batterie, désormais exposés en permanence au Soleil, sont mis hors service. Les données de l'expérience sur la population des très petits micro-météoroïdes qui ne sont transmises que par ce système ne peuvent être envoyées au sol. L'orientation défavorable du satellite entraine également un échauffement de l'expérience de mesure de vitesse des micro-météoroïdes qui génère un court-circuit permanent. Seules les données sur les cellules du bouclier Whipple parviennent jusqu'aux stations terriennes en passant par un émetteur de secours dont dispose le satellite. Les résultats fournis par le satellite sont collectés jusqu'au 29 janvier 1975. Il rentre dans l'atmosphère et est détruit le 2 novembre 1979. À la suite de la réduction du budget de l'agence spatiale, les données ne sont pas exploitées tout de suite mais seulement à compter de 1981,.       . 

## Résultats

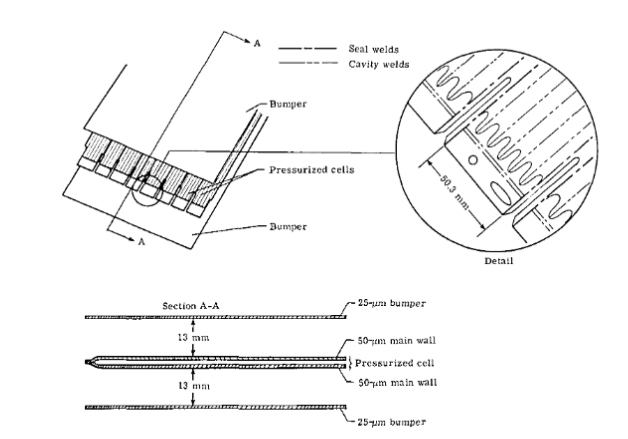
Schéma montrant le détail du bouclier Whipple testé sur Explorer 46.

Après le déploiement des ailes, les indicateurs de 95 des 96 cellules indiquaient une pressurisation. Durant les 899 jours de l'expérience, 52 des cellules ont perdu leur pression. Les indicateurs de pressurisation des cellules étaient consultés périodiquement à des intervalles moyens d'un jour sauf dans quelques cas qui font que la date de perforation d'une des cellules n'est connue qu'avec une imprécision de 7 jours. L'analyse de l'efficacité du bouclier a été effectuée en se basant sur les données de 94 cellules. Les chercheurs ont comparé les résultats obtenus par Explorer 46 avec ceux de la mission Explorer 23. Celui-ci emportait également des détecteurs de perforations associés à une paroi unique d'une épaisseur égale à l'épaisseur combinée des deux parois d'Explorer 46. On en a déduit que ce type de bouclier avait permis de diviser par 30 le nombre de pénétrations par rapport à une paroi unique de même masse. Pour obtenir le même taux d'interception à l'aide d'une paroi unique il faudrait que celle-ci ait une épaisseur de 514 micromètres soit une masse 6,9 fois supérieure..